# Sendražice
Sendražice (německy Sendraschitz) jsou obec v okrese Hradec Králové v Královéhradeckém kraji. Žije zde 434 obyvatel.

## Historie
Okolní krajina byla osídlena už v pravěku. Pří výstavbě cesty a polderu ve střední části vesnice byla archeologickým výzkumem prozkoumána část sídliště z mladší doby bronzové, které ve 13.–10. století před naším letopočtem obývali příslušníci lužické kultury. Stopy dalšího osídlení byly odkryty během záchranného archeologického výzkumu před stavbou dvou rodinných domů na jaře roku 2019. Výzkum odhalil polykulturní lokalitu, na které nejstarší nález žárového hrobu lidu kultury s nálevkovitými poháry pochází z eneolitu. Většina objektů na sídlišti vznikla v době halštatské a významný nález šesti hrobů je datován do počátku 6. století v doby stěhování národů. Kromě jiného nalezeny v nich byl nalezen železný meč, dvě zlaté spony vykládané polodrahokamy a také velmi vzácné pozůstatky textilu.
První písemná zmínka o vesnici pochází z roku 1297.

## Obyvatelstvo
| Rok            | 1869 | 1880 | 1890 | 1900 | 1910 | 1921 | 1930 | 1950 | 1961 | 1970 | 1980 | 1991 | 2001 | 2011 | 2021 |
| -------------- | ---- | ---- | ---- | ---- | ---- | ---- | ---- | ---- | ---- | ---- | ---- | ---- | ---- | ---- | ---- |
| Počet obyvatel | 665  | 629  | 683  | 632  | 622  | 587  | 578  | 376  | 367  | 329  | 318  | 304  | 301  | 425  | 415  |
| Počet domů     | 79   | 80   | 78   | 79   | 89   | 82   | 104  | 111  | 103  | 97   | 89   | 107  | 109  | 131  | 146  |

## Obecní správa

### Obecní symboly
Znak a vlajka byly obci uděleny rozhodnutím předsedy Poslanecké sněmovny Parlamentu České republiky dne 11. července 2019.

## Pamětihodnosti
- Kostel svatého Stanislava
- Památná Sendražická lípa